# Kozodírky
Kozodírky je malá vesnice, část města Libáň v okrese Jičín. Nachází se asi 2 km na západ od Libáně. V roce 2009 zde bylo evidováno 29 adres. V roce 2001 zde trvale žilo 58 obyvatel.
Kozodírky leží v katastrálním území Libáň o výměře 6,83 km2.